# Nguyễn Đôn Tiết
Nguyễn Đôn Tiết (1836 - 1887) là quan nhà Nguyễn đã tham gia Khởi nghĩa Ba Đình trong lịch sử Việt Nam.

## Tiểu sử
Nguyễn Đôn Tiết là người làng Thọ Vực, huyện Hoằng Hóa, tỉnh Thanh Hóa.
Năm Kỷ Mão (1879) ông đỗ Phó bảng, làm Tri phủ một thời gian. Sau tháng 7 năm 1885, hưởng ứng dụ Cần vương, ông về quê chiêu mộ quân rồi tham gia chiến đấu trong cuộc khởi nghĩa ở Ba Đình (thuộc Nga Sơn, Thanh Hóa).
Tháng 3 năm 1886 ông bị quân Pháp bắt được, đày đi Côn Đảo rồi mất tại đấy (1887), hưởng dương 51 tuổi.
Hiện nay, tại thành phố Thủ Đức, Thành phố Hồ Chí Minh có con đường mang tên Nguyễn Đôn Tiết. Ở Đà Nẵng cũng có một con đường mang tên ông tại phường Thuận Phước quận Hải Châu.

## Con cái
Nguyễn Đôn Tiết có hai con trai:
- Nguyễn Hiệu Tri, cũng là một chỉ huy trong cuộc khởi nghĩa ở Ba Đình. Ông hy sinh ngày 20 tháng 1 năm 1887.
- Nguyễn Đôn Dự, thi đỗ giải nguyên,[2] tham gia phong trào Đông Du, chuẩn bị ra nước ngoài thì bị quân Pháp bắt và đày đi Côn Đảo. Ông mất năm nào không rõ.